# Ibrahim Sangaré
Ibrahim Sangaré (Abidjan, 2 december 1997) is een Ivoriaans voetballer die doorgaans speelt als middenvelder. In september 2023 verruilde hij PSV voor Nottingham Forest. Sangaré maakte in 2015 zijn debuut in het Ivoriaans voetbalelftal.

## Clubcarrière

### Toulouse
Sangaré speelde in zijn vaderland Ivoorkust voor Tout Puissant Koumassi en AS Denguélé. Hij maakte in de zomer van 2016 de overstap naar Toulouse, waar hij zijn handtekening zette onder een verbintenis voor de duur van drie seizoenen. Zijn debuut in het eerste elftal maakte de middenvelder op 22 oktober 2016, toen met 0–0 gelijkgespeeld werd tegen Angers. De Ivoriaan mocht van coach Pascal Dupraz in de blessuretijd van de tweede helft invallen voor Óscar Trejo.
In juni 2017 verlengde Sangaré zijn contract bij Toulouse tot medio 2021. De middenvelder kwam op 24 februari 2018 voor het eerst tot scoren. Tegen AS Monaco maakte hij na vierentwintig minuten gelijk, nadat Rony Lopes de score geopend had. Lopes scoorde hierna opnieuw en via Stevan Jovetić kwam Monaco op 1–3. Uiteindelijk speelde Toulouse nog gelijk door doelpunten van Andy Delort en Yaya Sanogo. Aan het einde van het seizoen 2019/20 degradeerde Toulouse naar de Ligue 2. 

### PSV
Sangaré zou niet afdalen met Toulouse, omdat hij voor een bedrag van circa negen miljoen euro werd overgenomen door PSV. In Eindhoven tekende hij een contract voor vijf seizoenen. Sangaré groeide bij PSV binnen een paar maanden uit tot basisspeler. Als controleur op het middenveld van de Eindhovenaren maakte hij naam als een van sterkste spelers en beste balafpakkers van de Eredivisie, terwijl zijn energie en duelkracht hem ook in aanvallend opzicht belangrijk maakten voor zijn team. Coach Roger Schmidt nam Sangaré twee jaar lang vrijwel iedere wedstrijd op in zijn basisopstelling. Hij won zo de concurrentiestrijd voor zijn positie van teamgenoot Érick Gutiérrez. Hij veroverde in deze periode een Johan Cruijff Schaal en een KNVB Beker met zijn teamgenoten.
Sangaré stond in de zomerstop van 2022 in de belangstelling van verschillende clubs uit onder meer de Premier League, die hem voor een contractueel vastgelegde afkoopsom van 37,5 miljoen euro konden kopen. Hij ging hier niet op in en verlengde in plaats daarvan zijn contract bij PSV tot medio 2027. Sangaré bleef ook in het seizoen 2022/23 onder coach Ruud van Nistelrooij basisspeler bij PSV. Dat jaar won hij opnieuw zowel de Johan Cruijff Schaal als de KNVB Beker.
Sangaré begon ook seizoen 2023/24 nog bij PSV. Hij won zo op 4 augustus 2023 voor de derde keer de Johan Cruijff Schaal. Omdat PSV en hij ook voor de derde keer als tweede waren geëindigd in de Eredivisie, begon hij vier dagen daarna ook voor de derde keer aan de voorronden van de Champions League. In tegenstelling tot de vorige twee seizoenen, lukte het zijn ploeggenoten en hem deze keer om zich te kwalificeren voor het hoofdtoernooi. Na twee overwinningen op Sturm Graz, waren PSV en hij in de play-offronde over twee wedstrijden ook te sterk voor Rangers. Sangaré scoorde zowel in de eerste wedstrijd tegen de Oostenrijkers als in de eerste ontmoeting met de Schotse club.

### Nottingham Forest
Hij leek interesse van Nottingham Forest daarna naast zich neer te leggen en in Eindhoven te blijven. Sangaré verhuisde op de laatste dag van de transfermarkt alsnog naar de Premier League-club. Hij leverde PSV daarmee 35 miljoen euro op. Op 18 september maakte hij tegen Burnley zijn debuut voor zijn nieuwe club. Hij speelde zeventien competitiewedstrijden in zijn eerste seizoen. Na drie wedstrijden in zijn tweede seizoen raakte hij geblesseerd aan zijn hamstring, waardoor hij de rest van het kalenderjaar moest missen. In die tijd rukte Nottingham op naar de vierde plek in de Premier League.

## Clubstatistieken
| Seizoen | Club              | Competitie     | Competitie | Competitie | Beker | Beker | Internationaal | Internationaal | Totaal | Totaal |
| Seizoen | Club              | Competitie     | Wed.       | Dlp.       | Wed.  | Dlp.  | Wed.           | Dlp.           | Wed.   | Dlp.   |
| ------- | ----------------- | -------------- | ---------- | ---------- | ----- | ----- | -------------- | -------------- | ------ | ------ |
| 2016/17 | Toulouse          | Ligue 1        | 5          | 0          | 1     | 0     | —              | —              | 6      | 0      |
| 2017/18 | Toulouse          | Ligue 1        | 20         | 1          | 4     | 0     | —              | —              | 24     | 1      |
| 2018/19 | Toulouse          | Ligue 1        | 28         | 1          | 0     | 0     | —              | —              | 28     | 1      |
| 2019/20 | Toulouse          | Ligue 1        | 25         | 0          | 1     | 0     | —              | —              | 26     | 0      |
| 2020/21 | Toulouse          | Ligue 2        | 2          | 0          | 0     | 0     | —              | —              | 2      | 0      |
| 2020/21 | PSV               | Eredivisie     | 29         | 1          | 3     | 0     | 7              | 0              | 39     | 1      |
| 2021/22 | PSV               | Eredivisie     | 29         | 3          | 5     | 0     | 15             | 1              | 49     | 4      |
| 2022/23 | PSV               | Eredivisie     | 29         | 5          | 6     | 1     | 10             | 2              | 45     | 8      |
| 2023/24 | PSV               | Eredivisie     | 2          | 0          | 1     | 0     | 4              | 2              | 7      | 2      |
| 2023/24 | Nottingham Forest | Premier League | 17         | 0          | 0     | 0     | —              | —              | 17     | 0      |
| 2024/25 | Nottingham Forest | Premier League | 3          | 0          | 1     | 0     | —              | —              | 4      | 0      |
| Totaal  | Totaal            | Totaal         | 189        | 11         | 22    | 1     | 36             | 5              | 247    | 17     |

Bijgewerkt op 6 januari 2025.

## Interlandcarrière
Sangaré maakte op 18 oktober 2015 zijn debuut in het Ivoriaans voetbalelftal, toen met 2–1 verloren werd van Ghana. Sangaré mocht van bondscoach Michel Dussuyer in de basis starten en hij opende na drieëndertig minuten spelen de score. Door twee treffers van Joel Fameyeh wonnen de Ghanezen alsnog. De andere debutanten dit duel waren Sherif Jimoh (Athlétic Adjamé), Adama Kangouté, Yannick Zakri (beiden ASEC Mimosas), Dabila Ouattara (Africa Sports), Serge Nguessan (AF Amadou), Inza Diabaté (AS Tanda) en Cédric Elysée Kodjo (Séwé Sport). Na vier jaar afwezigheid keerde Sangaré in 2019 terug in het nationale team. Hij ging met Ivoorkust mee naar het Afrikaans kampioenschap 2019. Hier werd het land uitgeschakeld in de kwartfinale en Sangaré speelde in twee wedstrijden mee. Zijn toenmalige teamgenoten Max Gradel (eveneens Ivoorkust) en Issiaga Sylla (Guinee) waren ook actief op het toernooi.
| Interlands van Ibrahim Sangaré voor Ivoorkust | Interlands van Ibrahim Sangaré voor Ivoorkust | Interlands van Ibrahim Sangaré voor Ivoorkust | Interlands van Ibrahim Sangaré voor Ivoorkust | Interlands van Ibrahim Sangaré voor Ivoorkust | Interlands van Ibrahim Sangaré voor Ivoorkust | Interlands van Ibrahim Sangaré voor Ivoorkust |
| №                                             | Datum                                         | Wedstrijd                                     | Uitslag                                       | Competitie                                    | Goals                                         |                                               |
| Als speler bij AS Denguélé                    | Als speler bij AS Denguélé                    | Als speler bij AS Denguélé                    | Als speler bij AS Denguélé                    | Als speler bij AS Denguélé                    | Als speler bij AS Denguélé                    | Als speler bij AS Denguélé                    |
| --------------------------------------------- | --------------------------------------------- | --------------------------------------------- | --------------------------------------------- | --------------------------------------------- | --------------------------------------------- | --------------------------------------------- |
| 1                                             | 18 oktober 2015                               | Ghana – Ivoorkust                             | 2 – 1                                         | AFCON 2016 kwalificatie                       | 33'                                           |                                               |
| 2                                             | 30 oktober 2015                               | Ivoorkust – Ghana                             | 1 – 0                                         | AFCON 2016 kwalificatie                       |                                               |                                               |
| Als speler bij Toulouse                       |                                               |                                               |                                               |                                               |                                               |                                               |
| 3                                             | 7 juni 2019                                   | Ivoorkust – Comoren                           | 3 – 1                                         | Vriendschappelijk                             |                                               |                                               |
| 4                                             | 19 juni 2019                                  | Zambia – Ivoorkust                            | 1 – 4                                         | Vriendschappelijk                             |                                               |                                               |
| 5                                             | 1 juli 2019                                   | Namibië – Ivoorkust                           | 1 – 4                                         | AK 2019                                       |                                               |                                               |
| 6                                             | 11 juli 2019                                  | Ivoorkust – Algerije                          | 1 – 1 (3 – 4 n.s.)                            | AK 2019                                       |                                               |                                               |
| 7                                             | 13 oktober 2019                               | Ivoorkust – Congo-Kinshasa                    | 3 – 1                                         | Vriendschappelijk                             |                                               |                                               |
| Als speler bij PSV                            |                                               |                                               |                                               |                                               |                                               |                                               |
| 8                                             | 17 november 2020                              | Madagaskar – Ivoorkust                        | 1 – 1                                         | AK 2021 kwalificatie                          |                                               |                                               |
| 9                                             | 26 maart 2021                                 | Niger – Ivoorkust                             | 0 – 3                                         | AK 2021 kwalificatie                          |                                               |                                               |
| 10                                            | 30 maart 2021                                 | Ivoorkust – Ethiopië                          | 3 – 1                                         | AK 2021 kwalificatie                          |                                               |                                               |
| 11                                            | 5 juni 2021                                   | Ivoorkust – Burkina Faso                      | 2 – 1                                         | Vriendschappelijk                             | 72'                                           |                                               |
| 12                                            | 11 juni 2021                                  | Ghana – Ivoorkust                             | 0 – 0                                         | Vriendschappelijk                             |                                               |                                               |
| 13                                            | 3 september 2021                              | Mozambique – Ivoorkust                        | 0 – 0                                         | WK 2022 kwalificatie                          |                                               |                                               |
| 14                                            | 6 september 2021                              | Ivoorkust – Kameroen                          | 2 – 1                                         | WK 2022 kwalificatie                          |                                               |                                               |
| 15                                            | 8 oktober 2021                                | Malawi – Ivoorkust                            | 0 – 3                                         | WK 2022 kwalificatie                          | 85'                                           |                                               |
| 16                                            | 11 oktober 2021                               | Ivoorkust – Malawi                            | 2 – 1                                         | WK 2022 kwalificatie                          |                                               |                                               |
| 17                                            | 16 november 2021                              | Kameroen – Ivoorkust                          | 1 – 0                                         | WK 2022 kwalificatie                          |                                               |                                               |
| 18                                            | 12 januari 2022                               | Equatoriaal-Guinea – Ivoorkust                | 0 – 1                                         | AK 2021                                       |                                               |                                               |
| 19                                            | 16 januari 2022                               | Ivoorkust – Sierra Leone                      | 2 – 2                                         | AK 2021                                       |                                               |                                               |
| 20                                            | 20 januari 2022                               | Ivoorkust – Albanië                           | 3 – 1                                         | AK 2021                                       | 39'                                           |                                               |
| 21                                            | 26 januari 2022                               | Ivoorkust – Egypte                            | 0 – 0 (4 – 5 n.s.)                            | AK 2021                                       |                                               |                                               |
| 22                                            | 25 maart 2022                                 | Frankrijk – Ivoorkust                         | 2 – 1                                         | Vriendschappelijk                             |                                               |                                               |
| 23                                            | 3 juni 2022                                   | Ivoorkust – Zambia                            | 3 – 1                                         | AK 2023 kwalificatie                          | 89'                                           |                                               |
| 24                                            | 9 juni 2022                                   | Lesotho – Ivoorkust                           | 0 – 0                                         | AK 2023 kwalificatie                          |                                               |                                               |
| 25                                            | 24 september 2022                             | Ivoorkust – Togo                              | 2 – 1                                         | Vriendschappelijk                             |                                               |                                               |
| 26                                            | 27 september 2022                             | Ivoorkust – Guinee                            | 3 – 1                                         | Vriendschappelijk                             | 30'                                           |                                               |
| 27                                            | 16 november 2022                              | Ivoorkust – Burkina Faso                      | 4 – 0                                         | Vriendschappelijk                             | 58'                                           |                                               |
| 28                                            | 19 november 2022                              | Ivoorkust – Burkina Faso                      | 1 – 2                                         | Vriendschappelijk                             | 20'                                           |                                               |
| 29                                            | 24 maart 2023                                 | Ivoorkust – Comoren                           | 3 – 1                                         | AK 2023 kwalificatie                          |                                               |                                               |
| 30                                            | 28 maart 2023                                 | Comoren – Ivoorkust                           | 0 – 2                                         | AK 2023 kwalificatie                          | 33'                                           |                                               |
| 31                                            | 17 juni 2023                                  | Zambia – Ivoorkust                            | 3 – 0                                         | AK 2023 kwalificatie                          |                                               |                                               |
| Als speler bij Nottingham Forest              |                                               |                                               |                                               |                                               |                                               |                                               |
| 32                                            | 9 september 2023                              | Ivoorkust – Lesotho                           | 1 – 0                                         | AK 2023 kwalificatie                          | 16'                                           |                                               |
| 33                                            | 12 september 2023                             | Ivoorkust – Mali                              | 0 – 0                                         | Vriendschappelijk                             |                                               |                                               |
| 34                                            | 14 oktober 2023                               | Ivoorkust – Marokko                           | 1 – 1                                         | Vriendschappelijk                             |                                               |                                               |
| 35                                            | 17 oktober 2023                               | Ivoorkust – Zuid-Afrika                       | 1 – 1                                         | Vriendschappelijk                             |                                               |                                               |
| 36                                            | 17 november 2023                              | Kameroen – Seychellen                         | 9 – 0                                         | WK 2026 kwalificatie                          | 24'                                           |                                               |
| 37                                            | 6 januari 2024                                | Ivoorkust – Sierra Leone                      | 5 – 1                                         | Vriendschappelijk                             |                                               |                                               |
| 38                                            | 13 januari 2024                               | Ivoorkust – Guinee-Bissau                     | 2 – 0                                         | AK 2023                                       |                                               |                                               |
| 39                                            | 18 januari 2024                               | Ivoorkust – Nigeria                           | 0 – 1                                         | AK 2023                                       |                                               |                                               |
| 40                                            | 22 januari 2024                               | Ivoorkust – Equatoriaal-Guinea                | 0 – 4                                         | AK 2023                                       |                                               |                                               |
| 41                                            | 29 januari 2024                               | Senegal – Ivoorkust                           | 1 – 1 (4 – 5 n.s.)                            | AK 2023                                       |                                               |                                               |
| 42                                            | 7 februari 2024                               | Ivoorkust – Congo-Kinshasa                    | 1 – 0                                         | AK 2023                                       |                                               |                                               |
| 43                                            | 11 februari 2024                              | Ivoorkust – Nigeria                           | 2 – 1                                         | AK 2023                                       |                                               |                                               |

Bijgewerkt op 6 januari 2025.

## Erelijst
| Competitie                    |        |                  |     |     |
| Competitie                    | Aantal | Jaren            |     |     |
| PSV                           | PSV    | PSV              | PSV | PSV |
| ----------------------------- | ------ | ---------------- | --- | --- |
| KNVB Beker                    | 2      | 2021/22, 2022/23 |     |     |
| Johan Cruijff Schaal          | 3      | 2021, 2022, 2023 |     |     |
| Ivoorkust                     |        |                  |     |     |
| Afrikaans kampioenschap       | 1      | 2023             |     |     |
| Individueel                   |        |                  |     |     |
| Ivoriaans speler van het jaar | 1      | 2023             |     |     |